# Karamazov no kyōdai
Karamazov no kyōdai (カラマーゾフの兄弟?, Karamāzofu no kyōdai) è un dorama stagionale invernale di tipologia 'spy story' prodotto da Fuji TV e andato in onda a partire da gennaio 2013.

## Trama
Karasume è una cittadina situata all'interno del Giappone in cui la maggior parte delle proprietà appartengono al dispotico Bunzo, capo della famiglia Kurosawa e di una società immobiliare che controlla tutti i progetti e le opere di costruzione del territorio circostante: affarista e avido, è odiato e temuto da tutti.
I suoi tre figli sono Mitsuru, il maggiore, nato dalla prima moglie del vecchio, mentre Isao e il giovane Ryō sono figli della seconda moglie Shiori.
Un mattino Bunzo viene trovato morto all'interno della sua camera da letto e le circostanze del decesso risultano essere immediatamente molto sospette. La polizia inizia ad interrogare i figli e presto viene a sapere che ognuno di loro avrebbe avuto i suoi motivi e l'occasione per eliminare il padre. Tutto ha avuto inizio 15 giorni prima, in occasione d'un'improvvisa riunione di famiglia richiesta senza preavviso dallo stesso Bunzo, e che ha portato dopo molti anni i tre fratelli a riunirsi.

## Personaggi
- Hayato Ichihara - Isao Kurosawa
- Seiya Kimura - Isao da bambino
- Takumi Saitō - Mitsuru Kurosawa
- Ryōma Suzuki - Mitsuru da bambino
- Kento Hayashi - Ryō Kurosawa
- Rento Oyama - Ryō da bambino
- Rin Takanashi - Kanako Endo
- Kouhei Matsushita - Susumu Suematsu
- Kenkichi Watanabe - Kōichi Oguri
- Tomonori Mizuno - Takuro Sugiyama
- Kaito Higuchi - Ichirō Sugiyama
- Sakura Ando - Shiori Kurosawa
- Akira Onodera - Shiro Sonoda
- Yuria Haga - Kurumi Yoshioka
- Kenichi Takito - un detective
- Kōtarō Yoshida - Bunzo Kurosawa